# 森永みか
森永 みか（もりなが みか、1982年9月21日 - ）は、日本の元単体AV女優。
神奈川県出身。
身長150cm、スリーサイズ：B90 (G-65) cm、W57cm、H84cm。血液型はA型。

## 略歴
2004年10月に「桃乳ヴィーナス森永みか」にてデビュー。現在は引退。趣味はスノボと料理。

## 作品

### アダルトビデオ
- 女教師100人8時間（ムーディーズ）
- デカパイ女教師のバコバコ騎乗位4時間（ムーディーズ）
- 巨乳×爆乳 家庭教師スペシャル（クリスタル映像）
- 豊乳水着girl 13人 4時間（ムーディーズ）
- 爆乳×スーツの女（ムーディーズ）
- トリプルGカップ（ムーディーズ）
- CRYSTAL THE BEST 2004 3rd.（クリスタル映像）
- 爆乳パイズリ学園天国 〜例えばみかが○○なら〜 森永みか（ムーディーズ）
- 巨乳×爆乳 GRANDPRIX SPECIAL 8（クリスタル映像）
- 爆裂巨乳で痴女ってあげる 〜僕だけのコスプレ×パイズリ天使〜 森永みか（ムーディーズ）
- 巨乳姉妹と一つ屋根の下（ムーディーズ）
- デジタルモザイク Vol.069 森永みか	（ムーディーズ）
- やさしくいじめて…森永みか Re-MIX 3（クリスタル映像）
- 甘えていいよ◆森永みか Re-MIX 2（クリスタル映像）
- パフパフしてあげる◆森永みか Re-MIX（クリスタル映像）